# Magisk (oprogramowanie)
Magisk – otwartoźródłowe oprogramowanie umożliwiające uzyskanie uprawnień administratora (root) na urządzeniach z systemem Android bez ingerencji w partycję systemową. Autorem narzędzia jest John Wu (topjohnwu). 
Magisk nie modyfikuje partycji systemowej, lecz wykorzystuje techniki wirtualnego nakładania plików, dzięki czemu na każde żądanie zostaje zwrócona wersja zmodyfikowana, zamiast oryginalnej znajdującej się na partycji systemowej. 
Pierwsza wersja oprogramowania została wydana w 2016 roku.